# 抗议歌曲
抗争歌曲（英語：protest song），或称抗议歌曲，是指与社会运动有关的歌曲，音乐风格不固定。抗争歌是民众对社会问题关注时利用音乐表达意见作出的歌曲，涵盖话题广泛，从平权到反战，从反文化到环保更甚至在體育運動的國際賽事上均有抗争歌曲的身影。